# Paso de la Milpa
Paso de la Milpa är en ort i Mexiko.   Den ligger i kommunen Actopan och delstaten Veracruz, i den sydöstra delen av landet, 260 km öster om huvudstaden Mexico City. Paso de la Milpa ligger 216 meter över havet och antalet invånare är 710.
Terrängen runt Paso de la Milpa är platt åt sydost, men åt nordväst är den kuperad. Runt Paso de la Milpa är det ganska tätbefolkat, med 93 invånare per kvadratkilometer. Närmaste större samhälle är Actopan, 8,5 km norr om Paso de la Milpa. Trakten runt Paso de la Milpa består till största delen av jordbruksmark.